# Mischarytera bullata
Mischarytera bullata är en kinesträdsväxtart som först beskrevs av H. Turner, och fick sitt nu gällande namn av H. Turner. Mischarytera bullata ingår i släktet Mischarytera och familjen kinesträdsväxter. Inga underarter finns listade i Catalogue of Life.